# Rothschildia balatana
Rothschildia balatana är en fjärilsart som beskrevs av Eugène Louis Bouvier 1936. Rothschildia balatana ingår i släktet Rothschildia och familjen påfågelsspinnare. Inga underarter finns listade.